# Losing
Losing es el segundo álbum de estudio de la banda de rock estadounidense Bully. Fue lanzado el 20 de octubre de 2017 por Sub Pop. El álbum fue grabado en Electrical Audio en Chicago.

## Lista de canciones
Todas las canciones escritas por Alicia Bognanno.

Todas las canciones escritas y compuestas por Alicia Bognanno. 
| N.º | Título                  | Duración |  |
| 1.  | «Feel the Same»         | 1:59     |  |
| 2.  | «Kills to Be Resistant» | 3:25     |  |
| 3.  | «Running»               | 3:41     |  |
| 4.  | «Seeing It»             | 3:31     |  |
| 5.  | «Guess There»           | 3:00     |  |
| 6.  | «Blame»                 | 3:23     |  |
| 7.  | «Focused»               | 4:30     |  |
| 8.  | «Not the Way»           | 2:35     |  |
| 9.  | «Spiral»                | 2:31     |  |
| 10. | «Either Way»            | 2:17     |  |
| 11. | «You Could Be Wrong»    | 2:42     |  |
| 12. | «Hate And Control»      | 4:13     |  |

## Charts
| Chart (2017)                            | Peak position |
| --------------------------------------- | ------------- |
| Estados Unidos (Top Heatseekers Albums) | 6             |
| Estados Unidos (Independent Albums)     | 19            |